# Alania

Alania fue el reino medieval de los alanos (protoosetios), que floreció en el Cáucaso norte, más o menos en la ubicación de Circasia y la actual Osetia del Norte-Alania, desde el siglo octavo o noveno hasta su destrucción por la invasión de los mongoles en 1238-39. Su capital era Maghas y controlaba una ruta comercial vital a través del desfiladero de Darial.
La lengua de los alanos (alani) era irania, descendiente directa de la de los sármatas (escito-sármata). Tras la invasión de los hunos, los descendientes de los sármatas se dividieron en dos grupos: el europeo y el del Cáucaso. Los alanos caucásicos ocuparon parte de la llanura del Cáucaso norte y las estribaciones de la cadena montañosa principal desde la cabecera del río Kubán al oeste hasta el desfiladero de Darial al este.